# Allein zu dir, Herr Jesu Christ, BWV 33

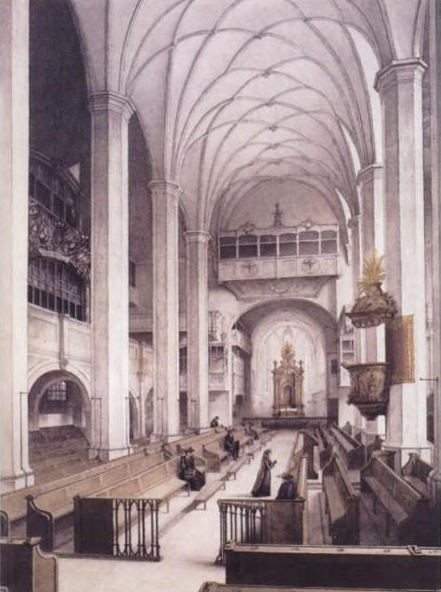
Thomaskirche, Leipzig.

Allein zu dir, Herr Jesu Christ, BWV 33 (Solo en ti, Señor Jesucristo) es una cantata de iglesia escrita por Johann Sebastian Bach en Leipzig para el decimotercer domingo después de la Trinidad y fue estrenada el 3 de septiembre de 1724. Está basada en un himno escrito por Konrad Hubert en 1540.

## Historia
Bach compuso esta obra durante su segundo año como Thomaskantor en Leipzig para el decimotercer domingo después de la Trinidad. Ese año, Bach compuso un ciclo de cantatas corales, que empezaba el primer domingo después de la Trinidad de 1724. La cantata fue interpretada por primera vez el 3 de septiembre de 1724.

## Análisis

### Texto
Las lecturas establecidas para ese día eran de la epístola a los gálatas, las enseñanzas de Pablo sobre ley y promesa (Gálatas 3:15-22), y del evangelio según San Lucas, la parábola del buen samaritano (Lucas 10:23-37).
La cantata se basa en un himno de Konrad Hubert que fue publicado en Núremberg en 1540 con una cuarta estrofa añadida. Cada una de las estrofas está formada por nueve versos. Para el texto de la cantata, un poeta desconocido mantuvo la letra inalterada de las estrofas 1 y 4 para los movimientos 1 y 6. Transcribió las ideas de las estrofas intermedias, cada una en una secuencia de recitativo y aria. Debido a la división de cada estrofa en dos movimientos, la paráfrasis es más independiente del original que las cantatas previas del ciclo, hasta Herr Jesu Christ, du höchstes Gut, BWV 113. El himno, centrado en el pecador que pide a Jesús la redención, está conectado sólo de forma general con el evangelio. El poeta relaciona el evangelio en el movimiento 4, "Gib mir nur aus Barmherzigkeit / den wahren Christenglauben" (De tu misericordia concédeme / la verdadera fe cristiana), tratando a Dios como el verdadero "buen samaritano", también en el movimiento 5, "Gib, daß ich aus reinem Triebe / als mich selbst den Nächsten liebe" (Haz que mi impulso más puro pueda ser / amar al prójimo como a mí mismo), citando la línea central de la parábola. El poeta también alude a otros pasajes bíblicos: en el movimiento 2 a Job 9:3, "Si quisiere contender con él, él no puede responder a una de mil", y en el movimiento 4 a Salmos 51:13, "Entonces enseñaré a los transgresores tus caminos; y los pecadores se convertirán contigo" y a Gálatas 5:6, "porque en Cristo Jesús ni la circuncisión vale algo, ni la incircuncisión, sino la fe que obra por el amor."
La melodía del coral "Allein zu dir, Herr Jesu Christ" de autoría desconocida fue documentada en una publicación de 1541 en Wittenberg. Fue ampliamente utilizada, por ejemplo por Sethus Calvisius y por Michael Praetorius. Según Klaus Hofmann, fue compuesta por Paul Hofhaimer en 1512 para una canción profana. En la cantata, Bach emplea la melodía completa en una fantasía coral en el movimiento 1 y en el coral de cierre, mientras que alude a ella en el movimiento 5, un dúo.

### Instrumentación
La obra está escrita para tres solistas vocales (alto, tenor y bajo) y un coro a cuatro voces (SATB); dos oboes, dos violines, viola y bajo continuo.

### Estructura
Consta de seis movimientos.
1. Coral: Allein zu dir, Herr Jesu Christ
2. Recitativo (bajo): Mein Gott und Richter
3. Aria (alto): Wie furchtsam wankten meine Schritte
4. Recitativo (tenor): Mein Gott, verwirf mich nicht
5. Aria (tenor, bajo): Gott, der du die Liebe heißt
6. Coral: Ehr sei Gott in dem höchsten Thron

En su primer año en Leipzig, Bach había compuesto para la misma ocasión Du sollt Gott, deinen Herren, lieben, BWV 77, que se iniciaba con un coro sobre una ley importante de la cual, según el paralelo Mateo 22:34-40, "pende toda la ley y los profetas": "Amarás a Dios, el Señor, con todo tu corazón, con toda tu alma, con todas tus fuerzas y con toda tu mente, y a tu prójimo como a ti mismo".
El coro inicial de Allein zu dir, Herr Jesu Christ es una fantasía coral, con el cantus firmus en la soprano, las voces graves cantan sobre todo homofónicamente, pero de vez en cuando polifónicamente, y amplios ritornellos que enmarcan los nueve versos del himno. John Eliot Gardiner indica: "la finura de la piedra preciosa, la prestación coral del himno de nueve versos de Konrad Hubert, está en constante peligro de ser eclipsada por la belleza adornada de su arreglo orquestal, enérgico en su propulsión hacia adelante, invención motívica y desarrollo proto-sinfónico, a través de sus nueve ritornellos instrumentales, que van desde cinco hasta veinticuatro compases".
En el aria para alto, movimiento 3, "Wie furchtsam wankten meine Schritte" (Cuán temerosos eran mis vacilantes pasos), el temor se expresa mediante los apagados primeros violines y pizzicato en las otras cuerdas, mientras los pasos vacilantes aparecen en líneas sincopadas. Gardiner señala la similitud del aria con el aria para soprano "Wie zittern und wanken der Sünder Gedanken" (Cómo tiemblan y vacilan los pensamientos del pecador) en la cantata de Bach Herr, gehe nicht ins Gericht mit deinem Knecht, BWV 105, escrita para el noveno domingo después de la Trinidad del año anterior. El movimiento 5, un dúo de tenor y bajo "Gott, der du die Liebe heißt" (Dios, cuyo nombre es amor), representa el amor de Dios con un "casi ingenuo sonido de sextas y terceras paralelas", consonancias en "unanimidad de movimiento" como imagen de unidad que sería entendida por el público de la época. En contraste, Bach dispone las palabras "stören Feinde meine Ruh" (deben los enemigos perturbar mi paz) en animado movimiento sincopado, "paz" en largas notas.
El coral final es un arreglo a cuatro voces de la melodía, con una rica disposición en las palabras "dem Vater aller Güte... der uns allzeit behüte" (el padre de toda bondad... que pueda constantemente guardarnos) y "in der Ewigkeit" (en la eternidad), descrito por Gardiner como "un entretejido melismático admirable de las cuatro líneas vocales en puntos cadenciales".

## Discografía selecta
De esta pieza se han realizado una serie de grabaciones entre las que destacan las siguientes.
- 1962 – J.S. Bach: Cantatas BWV 33 & 95. Hans Heintze, Domchor & Bremer Bach-Orchester, Eva Bornemann, Georg Jelden, Roland Kunz, (Cantate, Vanguard)
- 1974 – J.S. Bach: Das Kantatenwerk Vol. 2. Gustav Leonhardt, Knabenchor Hannover, Leonhardt-Consort, René Jacobs, Marius van Altena, Max van Egmond (Teldec)
- 1976 – Bach Cantatas Vol. 4. Karl Richter, Münchener Bach-Chor, Münchener Bach-Orchester, Julia Hamari, Peter Schreier, Dietrich Fischer-Dieskau (Archiv Produktion)
- 1979 – Die Bach Kantate Vol. 49. BWV 35, 33, 164. Helmuth Rilling, Gächinger Kantorei, Bach-Collegium Stuttgart, Helen Watts, Frieder Lang. Philippe Huttenlocher (Hänssler)
- 1999 – Bach Edition Vol. 4: Cantatas Vol. 1. Pieter Jan Leusink, Holland Boys Choir, Netherlands Bach Collegium, Sytse Buwalda, Knut Schoch, Bas Ramselaar (Brilliant Classics)
- 2000 – Bach Cantatas Vol. 6. John Eliot Gardiner, Monteverdi Choir, English Baroque Soloists, Nathalie Stutzmann, Christoph Genz, Jonathan Brown (Soli Deo Gloria)
- 2000 – J.S. Bach: Complete Cantatas Vol. 13. Ton Koopman, Ámsterdam Baroque Orchestra & Choir, Franziska Gottwald, Paul Agnew, Klaus Mertens (Antoine Marchand)
- 2002 – J.S. Bach: Cantatas Vol. 24 BWV 8, 33, 113. Masaaki Suzuki, Bach Collegium Japan, Robin Blaze, Gerd Türk, Peter Kooy (BIS)